# Ceylonosticta hilaris
Ceylonosticta hilaris – gatunek ważki z rodziny Platystictidae. Endemit Sri Lanki.